# Памятник Ленину (Якутск)
Памятник В. И. Ленину в Якутске — памятник В. И. Ленину в городе Якутске, один из главных монументов города, установлен в 1967 году после 10 лет изучения возможности установки массивного памятника в условиях вечной мерзлоты. Памятник монументального искусства регионального значения.

## История
2 марта 1956 года было создано Северо-Восточное отделение Института мерзлотоведения, и его специалистам было поручено выяснить возможность возведения памятника Ленину на вечномёрзлом грунте — из-за высокой нагрузки массивные памятники в этих условиях ранее не устанавливались.
6 октября 1957 года состоялась закладка памятника — в первую очередь был установлен массивный постамент, который на протяжении нескольких лет проверяли на прочность, отслеживали перпендикулярность его стенок. Позже на него установили бронзовую скульптуру и ещё несколько лет ежесезонно контролировали вертикальное расположение конструкции, усложняла балансировку пьедестала и памятника вытянутая в небо рука бронзового Ленина, при том, что изначально скульпторы, учли этот фактор «выдвинув» вперёд левую ногу скульптуры.
Памятник торжественно открыли 25 октября 1967 года - к пятидесятилетию Великой Октябрьской социалистической революции.
Авторы памятника: скульптор — Стручков Ю. Д.; архитекторы: Миловидов Н. Н., Ожегов С. С., которым за создание памятника было присвоено звание Заслуженных деятелей искусств Якутской ССР.
В 2022 году — к 100-летию ЯАССР, планируется реставрация постамента. При этом, планируется реконструкция площади Ленина (половина её уже переименована в Площадь Республики) и возведение рядом 60-метрового герба Якутии, из-за чего памятником будет утрачена роль доминанты.

## Описание
Общая высота памятника составляет 14,6 метров, высота постамента — 8,5 м, скульптуры — 6 м.
Скульптурная фигура Ленина в полный рост установлена на призматическом постаменте и прямоугольном двухступенчатом бетонном основании.
Материал скульптуры — бронза, постамент и основание бетонные, облицованы полированным красным гранитом.

К числу наиболее значительных произведений монументального искусства Якутии относится памятник В. И. Ленину в г. Якутске. Установленный на площади его имени к 100-летию со дня рождения вождя, он по-праву занимает центральное место в городе, являясь его сердцевиной. Авторы (скульптор Ю. Д. Стручков, архитектор Н. Н. Миловидов) трактуют образ вождя как образ идеального человека, слитого с окружением и поднятого над ним силой воли, разума, гениальности.— журнал «Полярная звезда», 1982 год